# Barbeyaceae
Barbeyaceae es una familia de plantas perteneciente al orden Rosales, con un único género Barbeya y cuya única especie es un pequeño árbol semejantes al olivo endémica de Etiopía, Somalía y Arabia, llamada Barbeya oleoides.
La familia Barbeyaceae está estrechamente relacionada con su socio ecológico en el Cuerno de África, la familia Dirachmaceae. La evidencia a nivel molecular ha demostrado esto a pesar de evidentes diferencias morfológicas entre las dos familias, como que Barbeyaceae tiene pequeñas flores sin pétalos, unisexuales. Mientras que las flores de Dirachmaceae se caracterizan por su bisexualidad, y sus relativamente grandes pétalos.

## Descripción
Es un árbol de hasta 12 m de altura muy ramificado con las ramas ± caídas arqueadas, corteza que se convierte en gris, ± áspera, raya vertical roja, brotes jóvenes pubescentes densamente blancos. Hojas lanceoladas a oblongo-elípticas, de 2-6 x 0,5-2,3 cm, redondeadas a cuneadas en la base, agudas en el ápice, con márgenes enteros, pronto glabras y brillantes por encima y ± tomentosas, densamente blancas en envés; peciolo de 2-5 mm de largo. Las inflorescencias masculinas en cimas subsésiles de 6 mm de largo, tomentoso; pedicelos 2-5 mm de largo, sépalos c. 3 mm de largo, ovadas a elípticas, 3-nervada; anteras c. 2 mm de largo. Las femeninas en cimas sésiles, tomentosas; pedicelos de 7-10 mm de largo, alargándose hasta 23 mm en el fruto, sépalos elíptico-oblongas, de 7-10 mm de largo en flor, ampliación y hasta 23 mm de largo en el fruto. Frutas 6-10 mm de largo con sutura obvia.

## Taxonomía
Barbeya oleoides fue descrita por Georg August Schweinfurth  y publicado en Bolletino della Società Botanica Italiana (1892) 269.
Etimología
El nombre del género fue otorgado en honor de William Barbey-Boissier, ingeniero ferroviario, botánico, pteridólogo, y filántropo suizo.
oleoides: epíteto latino que significa "aceitoso".
Sinonimia
- Barbeya oleoides subsp. arussorum Chiov.[7][8]